# Jana Kirschner

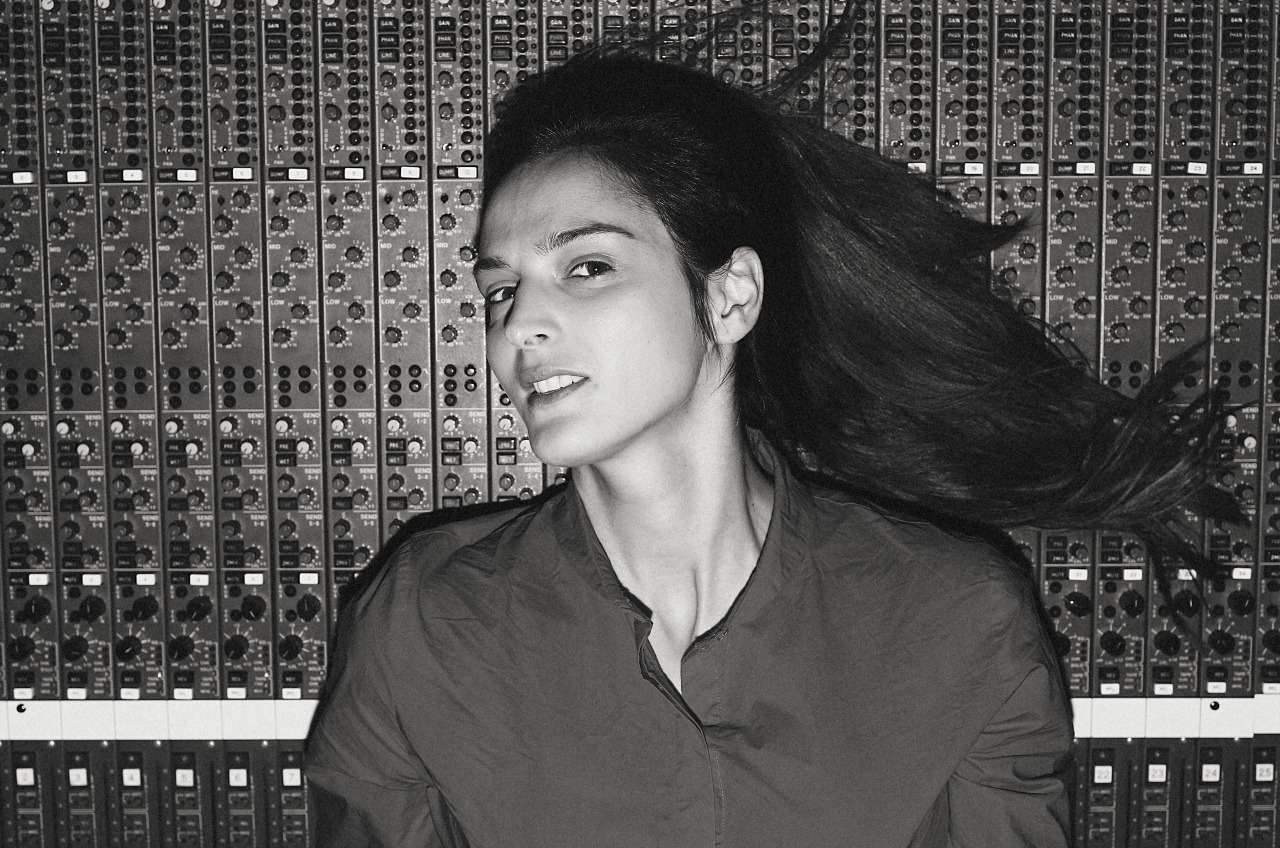
Jana Kirschner na zkoušce k turné Moruša Tour

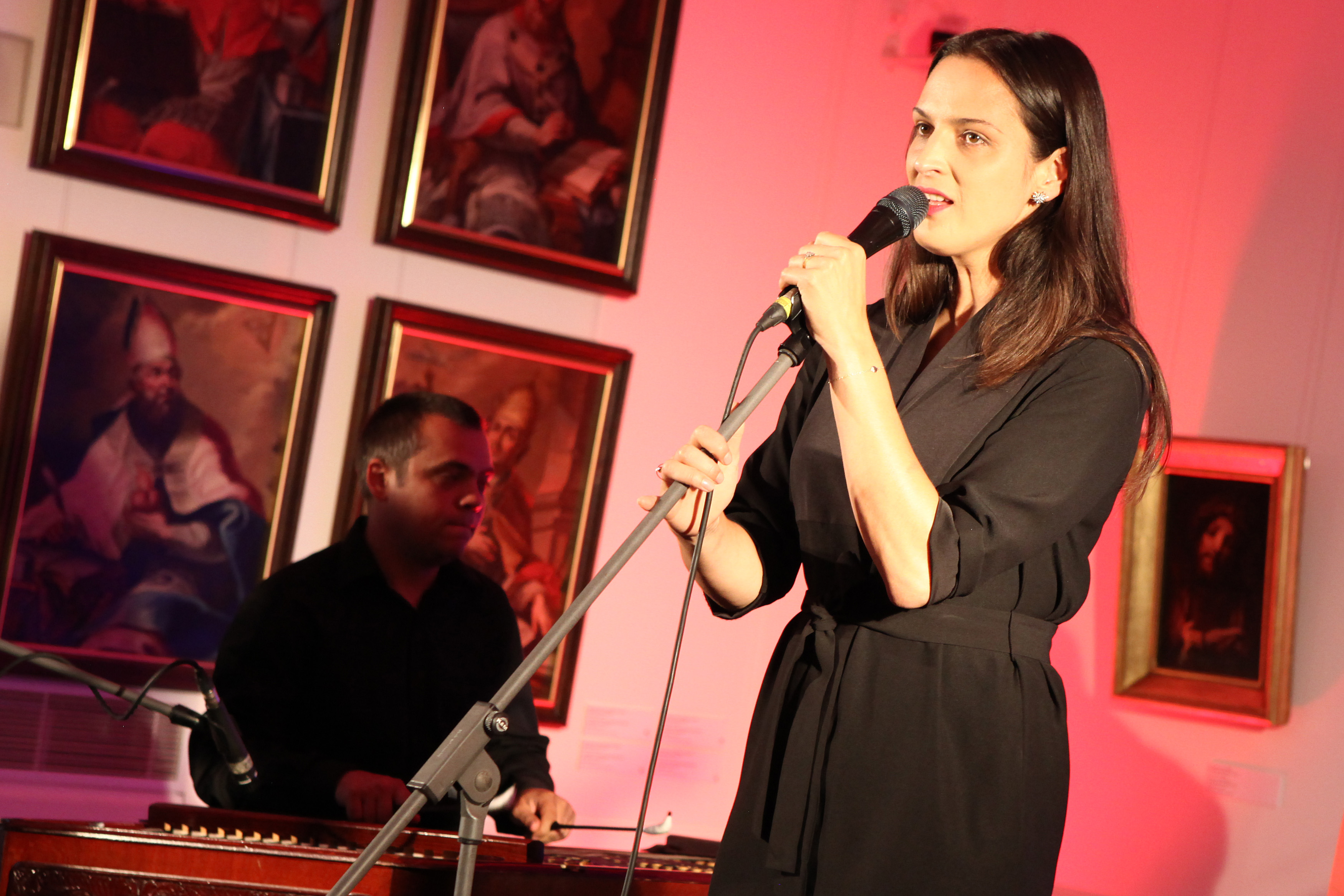
Jana Kirschner (2016)

Jana Kirschner, vlastním jménem Jana Kirschnerová (* 29. prosince 1978, Martin), je slovenská zpěvačka. Popularitu si získala albem V cudzom meste, za které získala ceny Hudobnej akadémie v dvou kategoriích: Umělec roku a Album roku. V roce 1999 vyhrála v anketě Slávik v kategorii Zpěvačka roku a ve stejném roce byla zařazena deníkem Pravda mezi 10 osobností roku. Svou přítomností na slovenské hudební scéně zaplnila mezeru po absenci sólových zpěvaček od dob Mariky Gombitové. Je označována též jako první dáma slovenského popu.
Komerční úspěch zaznamenala i v Česku, o sólovou kariéru se pokoušela i ve Spojeném království. Účastnila se soutěže Miss Slovakia. V roce 1996 vydala svoje první album pod názvem Jana Kirschner. Dne 3. března 2011 se jí narodila dcera.

## Hudební roky 1996–2001
Narodila se v Martině. Od dětství navštěvovala hodiny zpěvu a klavíru. Svoje debutové CD vydala v roce 1996 pod velkým vydavatelstvím Polygram/Universal. Na albu spolupracovali přední slovenští hudebníci jako Marcel Buntaj, Andrej Šeban a Martin Gašpar. Skladby z alba byly nasazeny do žebříčků televizních soutěží videoklipů včetně populární Deky 10, ale u mladého publika nezaznamenaly velký úspěch. V témže roce se dostala do finále Miss Slovensko, což jí otevřelo dveře do slovenského showbyznysu. V roce 1997 získala cenu Hudební akademie v kategorii Objev roku.
V roce 1999 vydala přelomové album V cudzom meste, obsahující úspěšné singly V cudzom meste, kde zpívá o svých pocitech z přestěhování do Bratislavy, Líška, Žienka domáca či Modrá, které se rychle staly hity a dlouhodobě se umísťovaly na prvních místech předních slovenských rozhlasových stanic. Díky tomuto albu získala ocenění od třech největších rozhlasových stanic na Slovensku – Grand Prix Radio. V témže roce získala ocenění Zpěvačka roku v divácké anketě Slávik a deník Pravda ji zařadil mezi 10 osobností roku. Následovala reedice alba, obohacená o pět nahrávek včetně živých záznamů z vystoupení. Hudební akademie ji nominovala v jedenácti kategoriích, získala nakonec dvě ocenění: Umělec roku a Album roku. Producenti alba si odnesli ocenění v kategorii Producent roku. V této době se objevovala na titulních stránkách mnohých slovenských časopisů (Emma, Eva, Zdravie ...) a aktivně se účastnila téměř na všech hudebních i medializovaných akcích. Vystupovala i na odevzdávání cen České hudební akademie. Do povědomí českých posluchačů se v roce 2001 zapsala duetem Bude mi lehká zem s Petrem Hapkou.

## Hudební roky 2002–2005
V roce 2002 vydala třetí řadové album s názvem Pelikán, obsahující 14 písní, tradičně nazpívaných ve slovenském a anglickém jazyce, mimo jiné i singlový duet s Robertem Kodymem "Myslím na tebe". Měla též stálou skupinu, kterou tvořili hudebníci Peter Bič, Martin Gašpar, Martin Wittgruber, Robo Rist, Igor Ajdži Sabo a Michal Žaček. Albem navázala na úspěch předešlého počinu.
Po krátké pauze přišla na trh s albem Veci čo sa dejú (2003), které poprvé obsahovalo výhradně slovenské skladby. Impuls k vydání alba podnítila i snaha vyvázat se ze smluvního vztahu s nahrávací společností Universal, neboť v tuto dobu dostala nabídku na nahrávku anglického alba v zahraničí. Realizace zahraničního projektu získala obrysy v roce 2004. Rychle připravené album, na kterém se podílela i autorsky, provázely pozitivní recenze. Ambice v podobě singlů měly Slnko, Na čiernom koni a "Okolo nás".

## Album Shine
Po práci na slovenských albech se přestěhovala do Londýna, kde po přijetí nabídky od vydavatele začala pracovat na novém studiovém albu Shine. Projekt, kolem kterého nastalo "mediální haló", se ve zpěvaččině kariéře po dlouhém času ukázal jako problematický: "Prvý veľký omyl bol, keď sme si mysleli, že to bude celé veľmi jednoduché". Nabídka za kterou stál Universal, se zpočátku rýsovala nadějně. Vydavatelství vybralo světoznámého producenta Rosse Culluma, se kterým následně začala připravovat nahrávky a hledat styl. Po roce práce bylo vydání alba schválené vedením společnosti. Svoje pocity z vydavatelství později popisovala: „Vedia robiť veľké gestá, veľký humbuk okolo človeka, ktorý má potom pocit, že mu patrí svet. Niežeby som začala lietať v oblakoch, ale cítila som istotu, že už viem, čo bude nasledovať.“ Přesto docházelo během nahrávání ke značným nedorozuměním. Zpěvačka, která pociťovala nepřítomnost Jožky Šeba, se také musela naučit řešit věci, které do té doby měl na starosti manažer. Po dvou měsících nahrávání společnost přestala zpěvačce platit luxusní byt v Chelsea s odvoláním na dosud nevydané album. Jana Kirschner tento postup vysvětlila slovy: „Nevedela som, ako v tom chodiť. Myslela som si, že na deadline dohliadne môj producent. Asi som mala byť ja tá, kto mal prísť s hotovými pesničkami do štúdia a dohliadať na dodržanie časového plánu.“ Po problémech s bytem se obrátila na jednu známou v Londýně a přestěhovala se do bytu s jedinou koupelnou na pět spolubydlících. Snažila se vypořádat s problémy těžkého roku, k čemuž jí pomohlo i pracovní vytížení po vydání alba Shine (v roce 2007) na Slovensku a v Čechách. Později začalo album vycházet i ve všech hlavních evropských zemích. Stabilizoval se i pobyt ve Velké Británii – získala vlastní hudebníky a vokalistky.

## Poslední projekty a Krajina rovina
Mezi její poslední projekty patří i titulní skladby k filmu Pokoj v duši, za kterou získala v roce 2009 ocenění Rádioslávik za nejhranější skladbu ve slovenských rádiích. Skladba byla oceněna též jako hit roku 2009 v anketě Slovenský Slávik, přičemž Jana sama získala sošku Osobnosť televíznej obrazovky v kategorii Speváčka roka v letech 2008, 2009 a 2010.
Dne 31. května 2010 vydala ve slovenštině nazpívané album Krajina Rovina, které produkoval hudebník, skladatel a producent Eddie Stevens. První singl ze studiové desky Krajina Rovina má název Keby si bol môj.

## Diskografie
- 1996 – Jana Kirschner
- 2000 – V cudzom meste
- 2002 – Pelikán
- 2003 – Veci čo sa dejú
- 2007 – Shine
- 2010 – Krajina rovina
- 2013 – Moruša: biela
- 2014 – Moruša: čierna
- 2015 – Moruša Remixed
- 2017 – Živá

### Kompilace
- 2007 – Slavonix – Sony BMG, CD – 02. Milý – Jana Kirschner a Mário Kuly Kollár
- 2008 – Vianočný album – Robo Opatovský – Záverečná s.r.o. R 153 0006-2-131, EAN 8 585016 703920, CD – 09. Čas sviečok – Robo Opatovský a Jana Kirschner

## Ocenění
- 1997 – Ceny Hudební akademie v kategorii "Objev roku"
- 1999 – Grand Prix Radio (rozhlasová cena)
- 1999 – jedna z 10 osobností roku (deník Pravda)
- 1999 – Zlatý slavík v kategorii "Zpěvačka roku"
- 2000 – Ceny Hudební akademie, jedenáct nominací, vyhrála v kategoriích "Umělec roku", "Album roku" a producenti jejího alba získali ocenění "Producent roku"
- 2000 – Zlatý slavík v kategorii "Zpěvačka roku"
- 2001 – Zlatý slavík v kategorii "Zpěvačka roku"
- 2002 – Zlatý slavík v kategorii "Zpěvačka roku"
- 2009 – OTO 2008 v kategorii "Zpěvačka roku"
- 2009 – Stříbrný slavík v kategorii "Zpěvačka roku"
- 2010 – OTO 2009 v kategorii "Zpěvačka roku"